# Desa Pandak (administrativ by i Indonesien, Jawa Tengah, lat -7,62, long 109,34)
Desa Pandak är en administrativ by i Indonesien.   Den ligger i provinsen Jawa Tengah, i den västra delen av landet, 300 km sydost om huvudstaden Jakarta.